# Pyrrhovy války
Pyrrhovy války bylo rozsáhlé vojenské tažení, které vybojoval epéirský král Pyrrhos v letech 280–275 př. n. l. Na jeho počátku byla žádost k Pyrrhovi od obyvatel řeckého města Tarás (Tarentum) v jižní Itálii, aby jim pomohl v jejich válce proti Římské republice.

## Italská kampaň

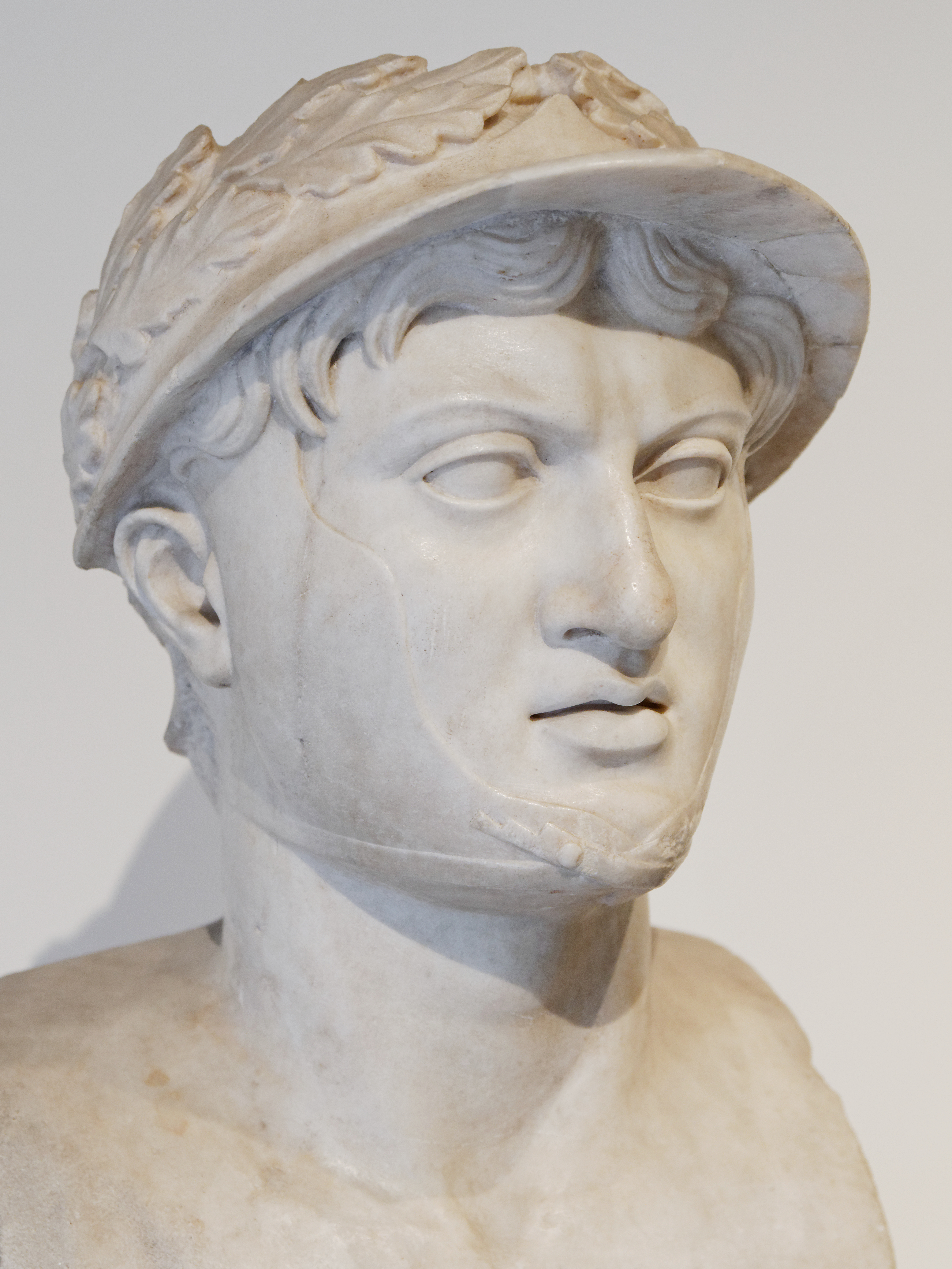
Pyrrhos

V roce 281 př. n. l. tedy Pyrrhos vyhověl žádosti Tarenťanů o pomoc. Jeho hlavním cílem bylo dobytí Makedonie, avšak postrádal dostatek finančních prostředků k zaplacení potřebných žoldnéřů. Plánoval tedy, že pomůže Tarentu a pak se přesune na Sicílii a napadne Kartágo – po vítězství a dobytí jižní Itálie měl mít dost peněz k tomu, aby postavil armádu silnou natolik, aby s ní dobyl Makedonii.[zdroj?]
Při přípravě tažení do Itálie se dokonce spojil se svým soupeřem o makedonskou korunu, Ptolemaiem Keraunem, který mu poskytl vojsko. V čele 20 000 pěšáků, 3 000 thesálských jezdců, 2 000 lučištníků, 500 prakovníků a 19 válečných slonů se vylodil v Itálii. Vstříc mu vyrazila římská armáda s 30 000 muži pod vedením konzula Publia Laevinia. Poblíž lukánského města Herakleia se s ním Římané střetli, z krvavé bitvy ale odešli poraženi. Ztráty se pohybovaly mezi 7 až 15 tisíci na římské a 4 až 13 tisíci na řecké straně.[zdroj?]

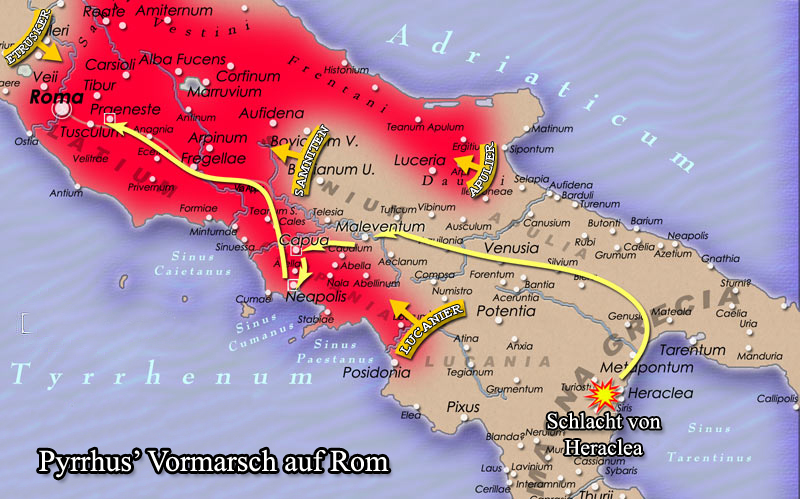
Pyrrhův postup na Řím

Po bitvě dorazily k Pyrrhovi posily z jižní Itálie. Pyrrhos směřoval nyní se svou armádou do Etrurie. Dobyl některá malá města v Kampánii a jeho vojáci vyplenili Latium, nicméně Neapol stejně jako další významná města mu odmítala otevřít své brány. V tomto okamžiku Pyrrhos pochopil, že ovládnutí Itálie bude náročnější, než původně očekával. Jeho postup byl zastaven v Anagni, dva dny od Říma, když narazil na jinou římskou armádu pod vedením Tiberia Coruncania. Pyrrhos se obával, že nemá dostatek mužů k boji a rozhodl se ustoupit. Římané ho nepronásledovali. Několik málo kmenů včetně Lukánů, Brutiů a řeckých měst Krotón a Lokris se připojilo k Pyrrhovi. Jeho nabídka mírové smlouvy byla přesto Římany odmítnuta.[zdroj?]
V následujícím roce (279 př. n. l.) napadl Pyrrhos s 25 000 vojáky Apulii, kde se utkal s 40 000 Římany v bitvě u Auscula a dosáhl zde velice draze vykoupeného vítězství. Římským velitelem v bitvě byl konzul Publius Decius Mus. Jeho zdatné vojsko, ačkoliv bylo poraženo, donutilo Pyrrhovu armádu k ústupu a odvrátilo jej tak od vpádu do Apulie. Prokázala se také stabilita římské moci, neboť povstání italských kmenů proti Římanům, v které Pyrrhos tajně doufal, se nekonalo. Tato bitva zastínila mnohá pozdější římská vítězství a vedla ke vzniku termínu „Pyrrhovo vítězství“, což má symbolizovat vítězství dobyté za cenu katastrofálních ztrát. Římané přišli téměř o 6 000 mužů, Pyrrhos asi o 3 500.[zdroj?]

## Sicilské tažení, Beneventum
V roce 278 př. n. l. obdržel Pyrrhos dvě nabídky: Řecká města na Sicílii ho žádala, aby vyhnal z ostrova Kartagince, kteří s Řeky vedli války o Sicílii a vedle Římanů představovali druhou největší mocnost v západním Středomoří. Ve stejnou dobu se na Pyrrha obrátili s nabídkou trůnu Makedonci, jejichž král Ptolemaios Keraunos byl zabit při vpádu Galatů do země. Pyrrhos se rozhodl pro Sicílii, jež podle něj skýtala větší příležitost a přemístil tam svoje vojsko. V roce 277 př. n. l. obsadil Eryx, nejsilnější kartaginskou pevnost na Sicílii. Tato demonstrace síly přiměla ostatní kartaginská města ke kapitulaci, načež byl Pyrrhos prohlášen králem Sicílie. Dokonce již plánoval zanechat svému synovi Helenovi sicilské království a svému dalšímu synovi Alexandrovi chtěl odkázat Itálii.[zdroj?]
V roce 276 př. n. l. vyjednával Pyrrhos s Kartaginci. Třebaže Kartágo bylo ochotné podporovat Pyrrha penězi a zbraněmi, jakmile bude znovu nastolen mír, Pyrrhos nežádal nic jiného, než aby Kartaginci opustili Sicílii a učinili z Libyjského moře (Sicilský průliv) hranici mezi sebou a Řeky. Mezitím se ale Pyrrhos stával mezi sicilskými Řeky stále více neoblíbený kvůli svému despotickému chování, neboť Řekové špatně snášeli jeho autoritativní návyky, jež získal během svého pobytu na východě a také vysokou daňovou zátěž, kterou na ně uvalil, aby byl schopen zaplatit své žoldnéře. Ačkoliv tedy Kartagince opět porazil, byl nucen Sicílii opustit a vrátit se do Itálie.[zdroj?]
Zatímco Pyrrhos vedl tažení proti Kartagincům, Římané měli dost času k přebudování své armády a k povolání tisíců čerstvých rekrutů. Po svém návratu ze Sicílie proto Pyrrhos v Itálii nalezl římskou armádu nesmírně početně převyšující jeho vlastní vojsko, v čele s konzulem Maniem Curiem Dentatem. Po takticky nerozhodné bitvě u Beneventa v roce 275 př. n. l. se odhodlal ukončit italskou kampaň a na podzim téhož roku odešel s pouhými 8 000 pěšáky a 500 jezdci zpět do Épeiru. Za sebou zanechal část vojska v Tarentu pod vojevůdcem Milonem. I přes své velké úspěchy svůj cíl – dobýt na západě království – uskutečnit nedokázal. V následujících třech letech pak římská vojska dobyla Tarent a ostatní jihoitalská města.[zdroj?]